# Ferdinand Zvonimir Habsburško-Lorenski
Nadvojvoda Ferdinand Zvonimir Austrijski, carski princ Austrije, kraljevski princ Ugarske, Hrvatske i Češke (osobnog imena Ferdinand Zvonimir Maria Balthus Keith Michael Otto Antal Bahnam Leonhard Habsburg-Lothringen) (Salzburg, 21. lipnja 1997.), u Austriji i Mađarskoj poznat po zakonu samo kao Ferdinand Zvonimir Habsburg-Lothringen, najstariji je sin nadvojvode Karla Habsburško-Lorenskoga, sadašnjega čelnika kuće Habsburga. Ferdinand Zvonimir praunuk je cara Karla I. Austrijskog i unuk Otona Habsburškoga, koji je rođen kao Njeg. Ces. i Kr. Vis. nadvojvoda i cesarski princ Oton Austrijski, kraljevski princ Ugarske, Hrvatske i Češke.
Ferdinanda Zvonimira krstio je kardinal Franjo Kuharić u Zagrebu 20. rujna 1997., pridavši mu također hrvatsko kraljevsko ime Zvonimir (po kralju Dmitru Zvonimiru). Krsni su mu kumovi bili nadvojvoda Grgur Austrijski, princ Alojzije Löwensteinsko-Wertheimsko-Rosenberški, kraljica Margarita Bugarska i Agnes Husslein (rođena kao grofica Arca).
| Prethodnik Lovro                                        | Titularni austrijski prijestolonasljednik 21. lipnja 1997. – 4. srpnja 2011. | Nasljednik vlastiti kao austro-ugarski prijestolonasljednik |
| Prethodnik vlastiti kao austrijski prijestolonasljednik | Titularni austro-ugarski prijestolonasljednik 4. srpnja 2011. –              | Nasljednik trenutačni                                       |
| Prethodnik trenutačni                                   | Red sukcesije na austro-ugarskom prijestolju 1. u redu                       | Nasljednik Juraj Habsburško-Lorenski                        |